# اخلاق جنسی
اخلاق جنسی شاخه‌ای از فلسفه است که اخلاق و فلسفه اخلاق رفتار جنسی را در نظر می‌گیرد. در تاریخ، مفاهیم رایج آنچه در مسائل جنسی اخلاقی تلقی می‌شود، مرتبط با آموزه‌های فلسفی و مذهبی بوده‌اند. اخلاق جنسی به دنبال درک و ارزیابی اخلاق در ارتباطات افراد و رویکرد اجتماعی، فرهنگی و فلسفی مربوط به فعالیت‌های جنسی است. امروزه اخلاق جنسی مباحثی مانند هویت جنسی، گرایش جنسی، نبود تساوی قدرت در رابطه‌ها، سن قانونی، آمیزش جنسی در انسان و جلوگیری از بارداری را پوشش می‌دهد.